# NGC 7279
NGC 7279 ist eine Balken-Spiralgalaxie vom Hubble-Typ SBc im Sternbild Südlicher Fisch am Südsternhimmel. Sie ist schätzungsweise 404 Millionen Lichtjahre von der Milchstraße entfernt.
Das Objekt wurde am 1. September 1834 von John Herschel entdeckt.